# 흐리스티얀 페트로프
흐리스티얀 이바일로프 페트로프(불가리아어: Християн Ивайлов Петров, 2002년 6월 24일 ~ )는 에레디비시 클럽 헤이렌베인과 불가리아 국가대표팀에서 센터백으로 활약하는 불가리아의 프로 축구 선수이다.

## 구단 경력
페트로프는 2017년 로코모티프 플로브디프 아카데미에서 CSKA 소피아에 합류했다. 그는 2020년 6월 23일, CSKA와 첫 프로 계약을 체결하고 2021년 8월 22일, 클럽에서 시니어 리그 데뷔를 했다. 그는 2022년 8월 4일, 세인트 패트릭스 애슬레틱과의 경기에서 UEFA 컨퍼런스리그 데뷔 전을 치렀다. 2022년 12월 말, 페트로프는 계약을 3년 더 연장했다. 그는 팀에서 2022년 최고의 유소년 선수로 선정되었다.

## 국가대표팀 경력
페트로프는 2022년 9월 5일, 지브롤터와 북마케도니아와의 UEFA 네이션스리그 경기를 위해 2022년 9월 23일과 23일에 불가리아 국가대표팀에 처음 소집되었다. 2023년 3월에는 처음으로 U-21 국가대표팀에 선발된 후 또 한 번 소집되었지만, 부상당한 디모 크라스테프를 대신해 주전 선수단에 합류해야 했다.  2023년 3월 24일, 페트로프는 몬테네그로와의 홈 경기에서 0-1로 패한 경기에서 선발로 출전하며 첫 출전 기회를 잡았고, 약 1시간 만에 야니스 카라벨료프와 교체되었다.